# Samantha Mathis
Samantha Mathis, född 12 maj 1970 i New York, är en amerikansk skådespelare som hade en roll i filmen Super Mario Bros. som Princess Daisy.
Sin första stora roll hade hon 1990 i Pump Up the Volume, mot Christian Slater.

## Tidigare liv
Mathis föddes i Brooklyn, New York, och är dotter till den österrikiskfödda skådespelaren Bibi Besch och sondotter till den österrikiska skådespelaren Gusti Huber. Hennes föräldrar skilde sig när hon var två år gammal och Mathis uppfostrades av sin mor. Hon flyttade med henne till Los Angeles när hon var fem år gammal. Modern avskräckte henne från att agera, men genom att växa upp på platser, på teatrar och agerande klasser, visste Mathis att hon ville bli skådespelare. Hon bestämde sig för att bli skådespelare när hon var tolv år gammal.

## Filmografi (urval)
- 1990 – Pump Up the Volume
- 1990 – En grav för Julie (TV-film)
- 1992 – Här är mitt liv
- 1992 – Fern Gully - Den sista regnskogen (röst)
- 1993 – Super Mario Bros.
- 1993 – The Thing Called Love
- 1994 – Unga kvinnor
- 1995 – Jack & Sarah
- 1995 – Presidenten och miss Wade
- 1996 – Broken Arrow
- 2000 – American Psycho
- 2001 – Avalons dimmor
- 2004 – Salem's Lot
- 2004 – The Punisher
- 2006 – Local Color
- 2009 – The New Daughter
- 2010 – Buried (röst)
- 2010 – Order of Chaos
- 2010 – Unanswered Prayers (TV-film)
- 2012 – Atlas Shrugged: Part II
- 2013 – Under the Dome (TV-serie)